# 娜樣說 (歌曲)
《娜样说》（英語：Talk That Talk）是巴贝多歌手蕾哈娜的一首歌曲，收录在其2011年的同名专辑。歌曲的说唱部分由美国饶舌歌手杰斯负责，而他曾经与蕾哈娜合作演唱2007年的《小雨伞》（Umbrella）和2009年的《一统江湖》（Run This Town）。这首歌由杰斯、伊斯特·迪恩、克里斯多福·华勒斯、安东尼·贝斯特、尚恩·庫姆斯、查基·湯普森和挪威音乐创作团队星门共同创作。在2012年7月12日，Def Jam唱片公司将这首歌在美国以城市电台的形式播放，同时也作为专辑《娜样说》的第三首单曲。在3月26日，其以CD单曲的形式在法国释出。《娜样说》是一首混合了嘻哈和节奏蓝调的歌曲，以强烈的鼓声和粗俗的合成器声作为伴奏，与蕾哈娜2010年的单曲《坏孩子》有相似的风格。
这张单曲获得了2013年格莱美奖最佳饒舌/演唱合作提名。纵观全球，这首歌出现在了不同城市的榜单上；其在美国告示牌百强单曲榜位于第31位，在英国单曲排行榜位于第25位，并在以色列、挪威和南韩的排行榜上位于前十位。《娜样说》以在美国数位下载超过百万销量而获得了美國唱片業協會的铂金销量认证。蕾哈娜在一些电视节目上表演《娜样说》，例如强纳森·罗斯秀和週六夜現場，同时也作为2013年的璀鑽世界巡回演唱会和2014年与阿姆共同领衔的怪兽巡回演唱会的表演曲目。

## 背景

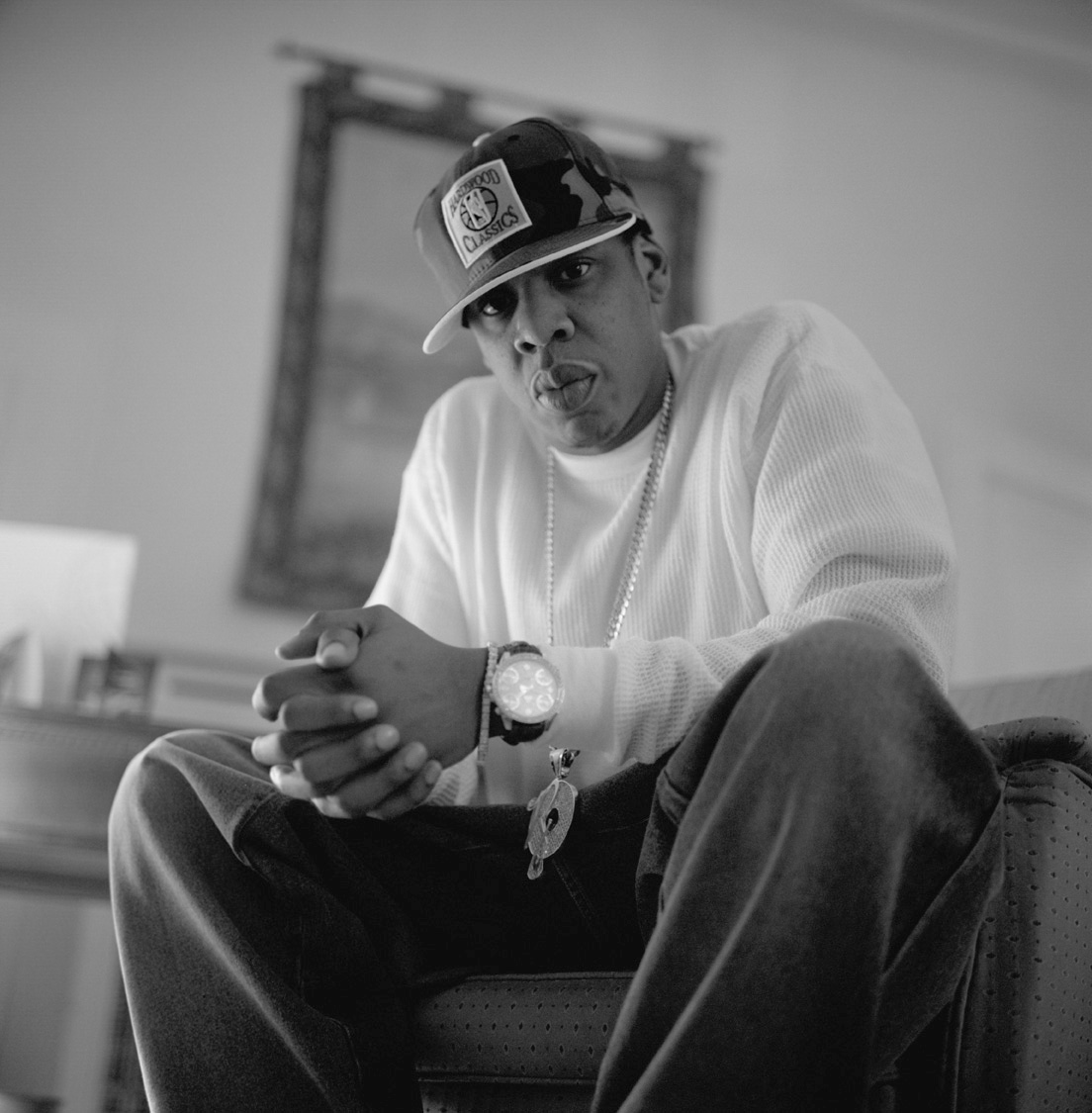
《娜样说》由饶舌歌手杰斯伴唱，其同时也是这首歌的创作者。

在2011年11月，也就是在蕾哈娜第六张专辑《娜样说》发布之前，她透过其推特账户宣布，除了与凱文·哈里斯共同合作的《找到爱》这首歌以外，专辑还会有另外一位伴唱艺人，但是她并没有提起那位艺人的名字。蕾哈娜的经济人杰·布朗（Jay Brown）解释说专辑中出现的伴唱艺人较少的原因是他们以个人录制为首选，而非与其他艺人合作。在11月8日，蕾哈娜透过推特确认其导师美国饶舌歌手杰斯会作为专辑同名单曲的伴唱艺人。布朗称这次的合作为「自然而然的发生」。
《娜样说》是蕾哈娜和杰斯第三次的合作，前两次则是2007年的《小雨伞》和2009年的《一统江湖》。《小雨伞》是蕾哈娜2007年的专辑《娜妹好坏》的首发单曲，在超过十个城市的榜单上夺冠，包括了美国告示牌百强单曲榜，该歌曲在百强单曲榜上连续7周位于榜首位置。《一统江湖》同时也邀请了饶舌歌手肯伊·威斯特作为伴唱艺人，是杰斯2009年的专辑《藍圖III》（The Blueprint 3）的第二首单曲。

## 制作与发行
《娜样说》由伊斯特·迪恩、杰斯、星门、安东尼·贝斯特、尚恩·庫姆斯、查基·湯普森创作，而星门同时负责制作。他们曾经都参与制作蕾哈娜2010年的热门单曲《萬中選一》（Only Girl (In the World)）和《呼喊我的名》（What's My Name?），而两首均来自其第五张专辑《娜喊》。星门告诉挪威网站730.no这首歌是他们第一次与杰斯合作，并说他们对于这首歌和每位艺人的贡献都感到非常的满意。《娜样说》在纽约的搖滾那麥克風工作室和熱帶城市工作室、洛杉磯的西湖錄音工作室和倫敦的隱蔽處工作室中录制。星门、邁爾士·沃克和邁克·安德森是整首歌曲的录制工程师。蕾哈娜的演出部分由馬科斯·托瓦爾和库克·哈瑞尔录制，而乔丹·「DJ旋转」·楊录制杰斯的演唱部分时他们同时也负责协助制作。歌曲的协助录制在索菲特巴黎法布格酒店和伦敦薩伏伊酒店完成。《娜样说》由菲爾·譚和助手达妮埃拉·里維拉在亞特蘭大忍者拍子俱乐部工作室进行混音。艾瑞克森和赫尔曼森录制歌曲的乐器编成部分，而提姆·布莱克史密斯和丹尼·D则作为这首歌曲的執行製作人。
2011年12月，蕾哈娜透过推特来询问粉丝，让他们推荐一首歌来作为《娜样说》的第三张单曲。2012年1月10日，她宣布专辑同名单曲是选择的结果并首次释出单曲封面－为一张黑白照，蕾哈娜穿着「街头朋克/洛卡比里类的衣服」并倚蹲在墙边。根据《氛围》（Vibe）杂志的茉莉·格雷（Jazmine Gray）的观点，这位歌手在封面的面部表达是含糊不清的。1月17日，Def Jam唱片公司在美国将《娜样说》以城市当代电台的形式发行。它还在2月14日发给美国的当代流行和节奏电台供来播放。3月26日，《娜样说》作为CD单曲在法国发行，其里面包含了该歌曲的专辑版本和《找到爱》的查基延长混音版本。

## 乐曲与歌词诠释
《娜样说》曲长3分29秒。《时代》杂志的克萊爾·南達特（Claire Suddath）归纳其为一首精力充沛的嘻哈并使用了流行音乐来挂钩的歌曲。其同时使用了节奏蓝调的节拍、「强烈鼓声」、粗俗的合成器作为伴奏，并以嘻哈歌手声名狼藉先生的歌曲《我有个故事要诉说》（I Got a Story to Tell）作为采样。
《每日邮报》的阿德里安·特里尔斯（Adrian Thrills）称这首歌是「慢而迷人的」。MTV吸睛的萨姆·蘭斯基（Sam Lansky）同样认为其的性感和自信，并观察到当蕾哈娜演唱歌曲的副歌时所产生的价值。IGN的乍得·格里紹（Chad Grischow）写道那个「模糊不清合成器的旋律」似乎在插嘴着蕾哈娜那「为了可以枕边情话而性感恳求着」，更为「杰斯那爱珠宝的饶舌」所增色。數碼間諜的罗伯特·科普塞（Robert Copsey）感觉該歌的反复乐节与蕾哈娜2010年的单曲《坏孩子》有相似之处。
这首歌一开始是杰斯的饶舌部分，那些歌词包括：「I talk big money，I talk big homes/I sell out arenas，I call that getting dome/Million dollar voice，came through phone/We heading to the top，if you coming，come on」。他那慢速度的饶舌还有歌词中的双关语，而获得了一些幽默的评论，其中包括克萊爾·南達特一个谈及性的观点，暗示了杰斯对于这首歌的享受程度：「跟她的膀胱发生性关系，她就像『哦，我要去尿尿！』。」

## 曲目列表
- CD单曲[16]

1. 《娜样说》（杰斯伴唱）
2. 《找到爱》（查基延长混音版）

## 榜单成绩

### 年终榜
| 榜单（2012）                      | 排名 |
| --------------------------------- | ---- |
| 美国《告示牌》节奏蓝调/嘻哈歌曲榜 | 73   |

## 销量认证
| 地區                                  | 认证 | 认证单位/销量 |
| ------------------------------------- | ---- | ------------- |
| 澳大利亚（澳大利亚唱片业协会）        | 白金 | 70,000^       |
| 瑞典（瑞典唱片業協會）                | 金   | 20,000‡       |
| 美国（美國唱片業協會）                | 白金 | 1,000,000‡    |
| *僅含認證的實際銷量 ^僅含認證的出貨量 |      |               |

## 电台与发行历史
| 国家 | 日期          | 格式              | 唱片公司 |
| ---- | ------------- | ----------------- | -------- |
| 美国 | 2012年1月17日 | 城市电台          | Def Jam  |
| 美国 | 2012年2月14日 | 当代流行 节奏电台 | Def Jam  |
| 法国 | 2012年3月26日 | CD单曲            | 环球音乐 |